# Krakowskie Towarzystwo Wydawnicze
Krakowskie Towarzystwo Wydawnicze – wydawnictwo podziemne, założone w Krakowie w styczniu 1982 przez Krzysztofa Budziakowskiego - działacza opozycji, który kierował nim do końca działalności - czyli 1989 roku. W KTW pracowali m.in. Paweł de Barbaro, Marcin Zaczek, Tomasz Placek. Zarówno szef wydawnictwa jak i współpracownicy byli wielokrotnie aresztowani, poddawani rewizjom oraz przesłuchiwani przez organa komunistycznego państwa.
W czasie swojej działalności KTW wydało poza cenzurą ponad 40 zakazanych tytułów, autorstwa m.in. Czesława Miłosza, Gustawa Herlinga-Grudzińskiego, papieża Piusa XI, Józefa Piłsudskiego, Witolda Gombrowicza i in. Nakłady wynosiły przeciętnie 1500-2000 egz. We współpracy z Jerzym Giedroyciem i założonym przez niego Instytutem Literackim wydawnictwo publikowało krajową edycję „Zeszytów Historycznych”. W ramach KTW wydano również pojedyncze numery czasopism „Arka” i „Tędy”. Wydane książki kolportowane i sprzedawane były za pośrednictwem zakonspirowanych sieci kolportażowych, głównie na terenie Polski południowej oraz Warszawy, Łodzi i Gdańska. Kilkukrotnie Służba Bezpieczeństwa PRL, w wyniku działań operacyjnych, aresztowała drukarzy i kolporterów KTW i konfiskowała części lub całości nakładów.

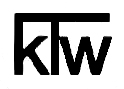
Logo wydawnictwa

Tytuły niektórych książek wydanych przez KTW:
- M.P. (Maria de Hernandez-Paluch), Spisane będą czyny i rozmowy
- S. Hook i inni, Demokracja a ideał społeczny
- Józef Czapski, Na nieludzkiej ziemi
- Juliusz Mieroszewski, Materiały do refleksji i zadumy
- Czesław Miłosz, Nieobjęta ziemia
- Czesław Miłosz, Prywatne obowiązki
- Czesław Miłosz, Ziemia Ulro
- Maria Danilewicz Zielińska, Szkice o literaturze emigracyjnej
- Marian Kukiel, Dzieje Polski porozbiorowe
- Arthur Koestler, Ciemność w południe
- Teresa Torańska, Oni
- Pius XI, Divini Redemptoris. O bezbożnym komunizmie
- Friedrich Hayek, Liberalizm
- Piotr Guzy, Krótki żywot bohatera pozytywnego
- Alain Besançon, Krótki traktat sowietologiczny
- Tadeusz Mazowiecki, Internowanie
- Gustaw Herling-Grudziński, Dziennik pisany nocą 1971-1979
- Józef Piłsudski, Pisma wybrane
- Aleksander Hertz, Szkice o ideologiach

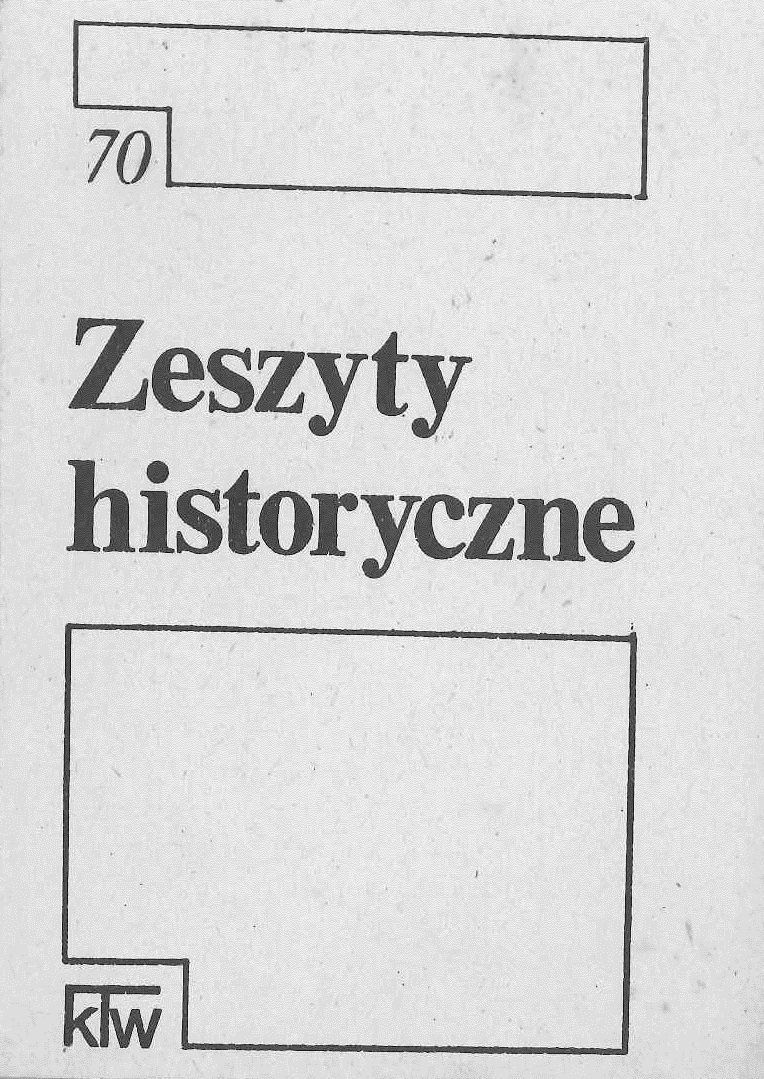
Nr 70 "Zeszytów Historycznych"
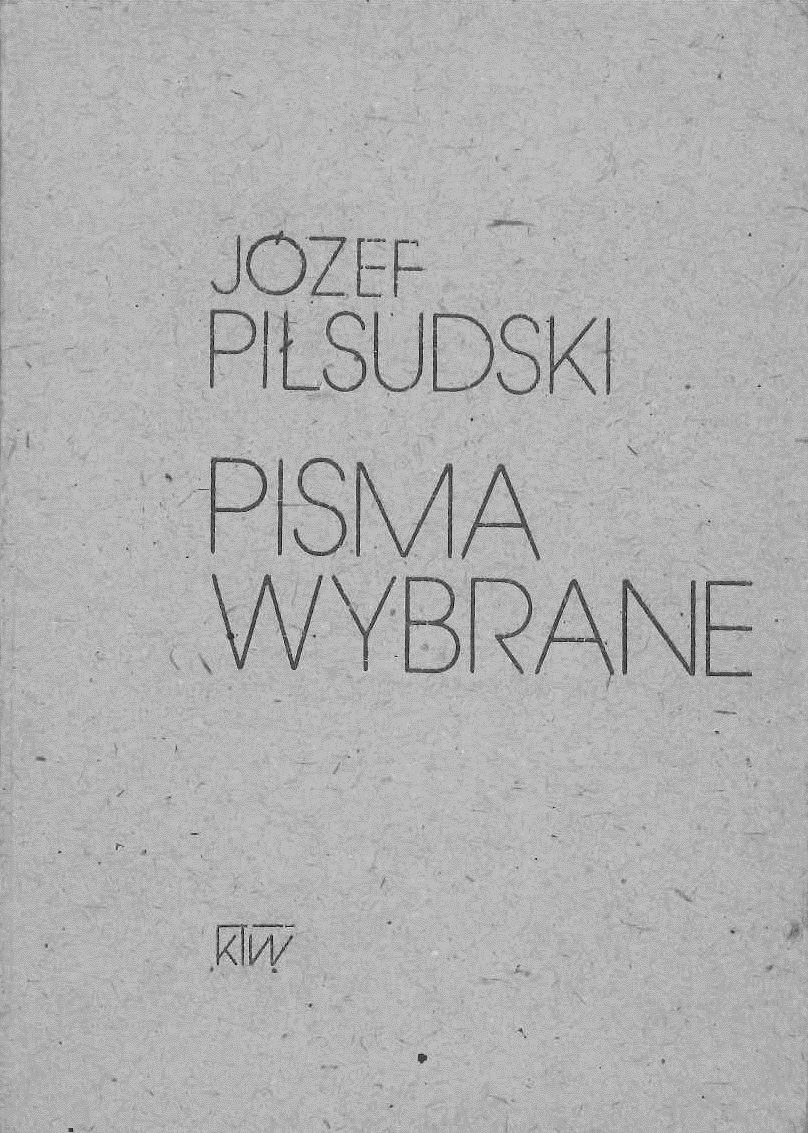
"Pisma wybrane" Józefa Piłsudskiego
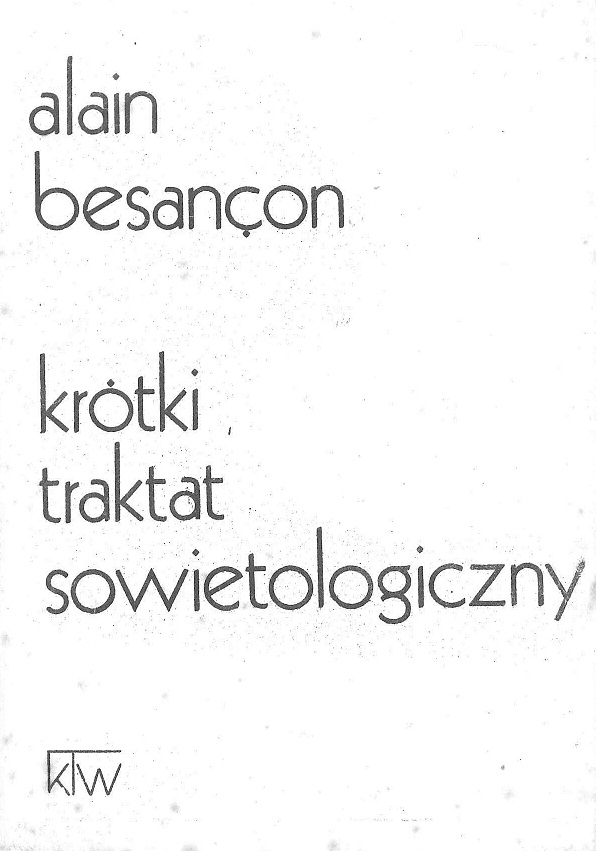
"Krótki traktat sowietologiczny" Alaina Besancona
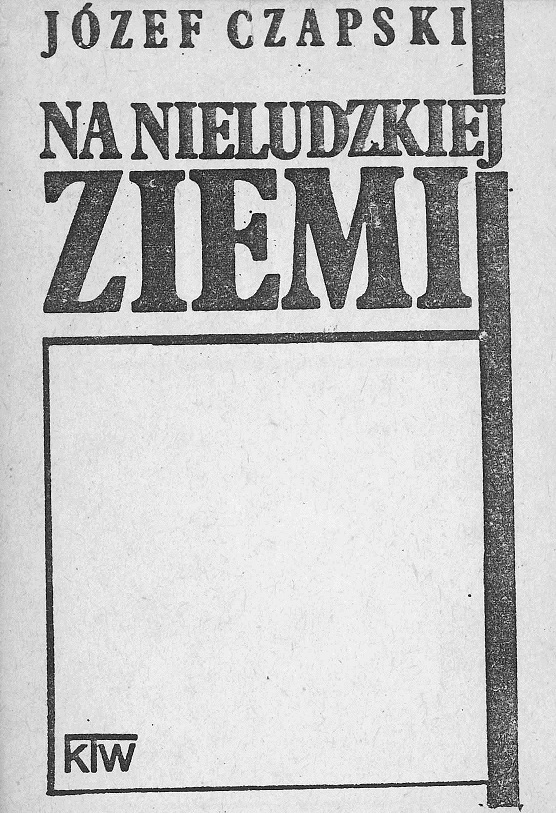
"Na nieludzkiej ziemi" Józefa Czapskiego
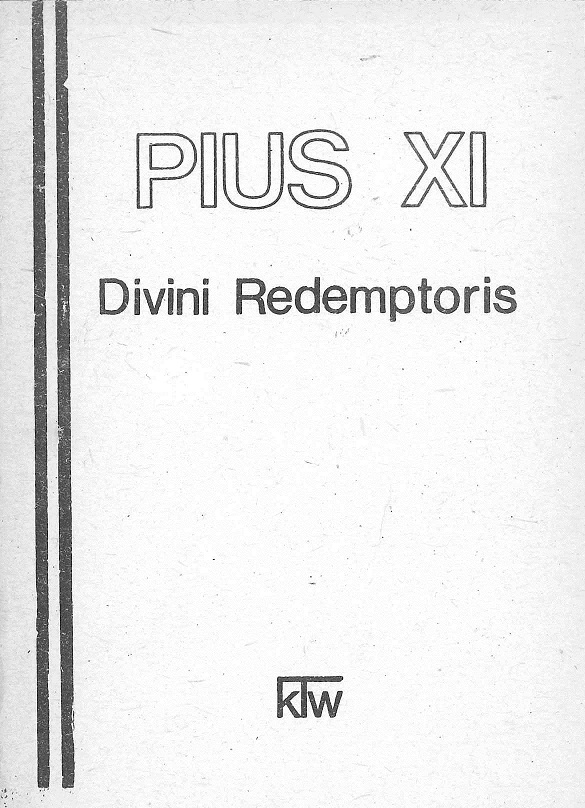
Encyklika "Divini Redemptoris" papieża Piusa XI
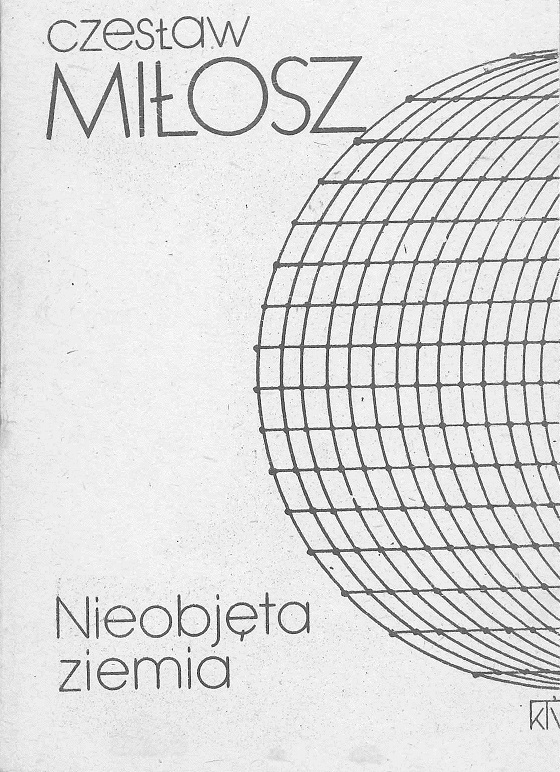
Tomik poezji "Nieobjęta ziemia" Czesława Miłosza
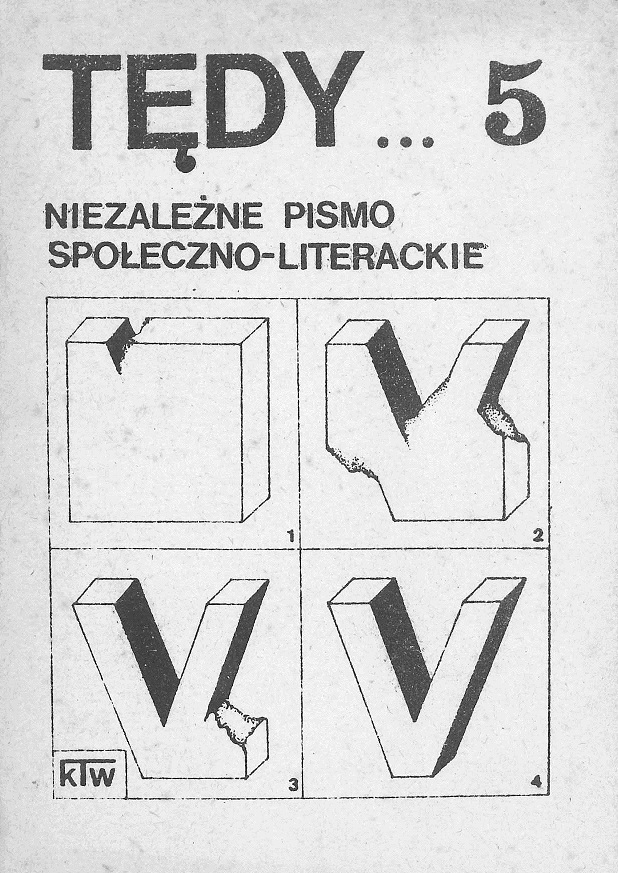
Piąty numer czasopisma "Tędy"